# Andalucia Tennis Experience
El Torneig de Marbella, oficialment conegut com a Andalucia Tennis Experience, fou una competició tennística professional que es disputà sobre terra batuda al Club de Tenis Puente Romano de Marbella, Espanya. Va pertànyer als International Tournaments del circuit WTA femení des de l'any 2009, any de la seva creació.
L'edició de 2012 es va cancel·lar per motius econòmics.

## Palmarès

### Individual femení
| Any  | Campiona          | Finalista            | Resultat      |
| ---- | ----------------- | -------------------- | ------------- |
| 2011 | Viktória Azàrenka | Irina-Camelia Begu   | 6−3, 6−2      |
| 2010 | Flavia Pennetta   | Carla Suárez Navarro | 6−2, 4−6, 6−3 |
| 2009 | Jelena Jankovic   | Carla Suárez Navarro | 6−3, 3−6, 6−3 |

### Doble femení
| Any  | Campiones                                       | Finalistes                                       | Resultat         |
| ---- | ----------------------------------------------- | ------------------------------------------------ | ---------------- |
| 2011 | Núria Llagostera Vives · Arantxa Parra Santonja | Sara Errani · Roberta Vinci                      | 3−6, 6−4, [10−5] |
| 2010 | Sara Errani · Roberta Vinci                     | Maria Kondratieva · Iaroslava Xvédova            | 6−4, 6−2         |
| 2009 | Klaudia Jans · Alicja Rosolska                  | Anabel Medina Garrigues · Virginia Ruano Pascual | 6−3, 6−3         |